# 清水宏香
清水 宏香（しみず ひろか、1981年3月12日 - ）は、日本のフリーアナウンサー、舞台女優。

## 来歴
徳島県徳島市出身。徳島県立城ノ内高等学校在学時に演劇を始める。大学在学時には、徳島県内各地の高校演劇出身者たちが結成した「演劇集団 自由工場」に籍を置いていた。
2000年代には四国放送のテレビ・ラジオにレギュラー出演していた。2011年4月からはエフエム徳島のパーソナリティを務めている。
2015年2月からは「劇団まんまる」の劇団員としても活動。別の劇団が主催する公演にも参加している。また同年9月からは、徳島県内にある声優養成所や芸能事務所の講師も務めている。
2016年3月に結婚した。

## 出演
脚注の無いデータは、すべてポータルサイト『CoRich舞台芸術！』に掲載されているプロフィールからの参考。

### テレビ番組
- あさ630（四国放送） - メインキャスター（2003年 - 2006年）[12]
- らぶ！らぶ！徳島（テレビトクシマ） - リポーター（2019年）[1][3]

### ラジオ番組
- バンリク（JRTラジオ） - パーソナリティ（2006年 - 2011年）[12]
- ふるさと情報番組 水曜『かみかついろどりラジオ♪』（エフエム徳島） - パーソナリティ兼ディレクター（2011年 - 2012年）[12]
- T-Joint（エフエム徳島） - パーソナリティ（2012年 - ）[12]
- Station×Station 水曜『清水宏香のWord・ワードローブ』（エフエム徳島） - パーソナリティ（2024年）[5][6]

### 映画
- 10ねんののちに（監督：川原康臣） - 主演・直 役
- やみてん2（監督：井上浩志） - 主演・アキコ 役

### テレビドラマ
- FISH★KATSU 四国・徳島名物〜フィッシュカツ〜（CUEtv）

### ラジオドラマ
- 金曜ゴールデンシアター『ヒノマル！』（B-FM791）

### テレビアニメ
- HINOMARU!（テレビトクシマ） - ササミ 役

### CM
- こだわりとんかつ 山かつ（株式会社山のせ） - ナレーター[3]